# شمال- هولندا (وحدة إحصاء)

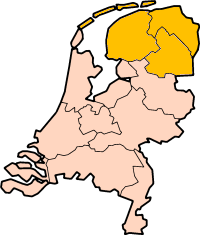
خريطة

شمال- هولندا هي تسمية وحدة إقليمية (NUTS 1-regio) هولندية . وبخلاف الأغراض الإحصائية فإن هذه المناطق ليس لها أي معنى.
- شمال- هولندا
  - درينته (أسن)
    - شمال درنته
    - جنوب شرق درنته
    - جنوب غرب درنته

  - مقاطعة خرونينغن (خرونينغن)
    - شرق خرونينغن
    - دليفزايل وما حولها
    - باقي خرونينجن

  - فرايزلاند (ليوواردن)
    - شمال فرايزلاند
    - جنوب غرب فرايزلاند
    - جنوب شرق فرايزلاند